# Прва лига Хрватске у фудбалу 2011/12.
Прва лига Хрватске у фудбалу 2011/12. је 21 сезона овог такмичења. Такмичење је започело 22. јула 2011. у организацији Савеза Прве фудбалске лиге Хрватске (Удруге Прве ногометне лиге), а завршено је 12. маја 2012. Динамо Загреб је освојио седму узастопну титулу.

## Састав лиге у сезони 2011/12.
Према одлуци Фудбалског савеза Хрватске одлучено је да Прва лига Хрватске у сезони 2011/12. има 16 клубова. Извршно одбор хрватског Фудбалског савеза донео одлуку да смањи број клубова у следећој сезони са 16 на 12. Због тога на крају сезоне 2011/2012. лигу напушта 5 клубова пласираних од 12-16 месту на табели, док ће лигу попунити само првак Друге лиге, ако добије лиценцу за играње у Првој ЛХ лиги у 2012/13. Уколико победник Друге ЛХ не добије лиценцу или одустане од права играња у Првој лиги, његово место ће заузети другопласирани клуб Друге лиге, ако је добио лиценцу.
Ако ни један од два првопласирана клуба Друге ХНЛ не добије лиценцу или одустане од играња у 
ПЛХ, у њој ће остати 12-то пласирани клуб Прве лиге из овогодишњег првентва.
У односу на састав Прву лигу 2010/11 извршене су следеће измене.
Клубови који су испали
- Хрватски драговољац (16. место у ПЛХ)
- Истра 1961 (15. место у ПЛХ)

Нови клубови
- Горица (1. место у ДЛХ) није добила лиценцу
- НК Лучко (2. место у ДЛХ)
- Истра 1961 По пропизицијама кад један од два клуб ДЛГ не добије лиценцу за играње у ПЛХ, онда у лиги остаје најбоље пласирани клуб од онијх који су испали из ПЛХ, што је овог пута била Истра 1961.

## Стадиони и локације
Следи списак стадиона који су добили дозволе за играње врхунског фудбала од 21. маја 2011. Пет од осамнаест лиценцираних клубова добило је дозволе за коришћење стадиона других клубова, чији су стадиони неподобним за ово такмичење.
| Стадион                | Град       | Клуб домаћин   | Лиценцирани клуб | Капацитет |
| ---------------------- | ---------- | -------------- | ---------------- | --------- |
| Стадион Цибалија       | Винковци   | Цибалија       |                  | 9.920     |
| ШРЦ Запрешић           | Запрешић   | Интер Запрешић |                  | 4.528     |
| Крањчевићева           | Загреб     | Загреб         | Лучко            | 8.850     |
| Кантрида               | Ријека     | Ријека         |                  | 12.275    |
| Алдо Дросина           | Пула       | Истра 1961     |                  | 8.923     |
| Пољуд                  | Сплит      | Хајдук Сплит   |                  | 35.000    |
| Парк младежи           | Сплит      | Сплит          |                  | 8.923     |
| Анђелко Херјавец       | Вараждин   | Вараждин       |                  | 10.800    |
| Максимир               | Загреб     | Динамо Загреб  | Локомотива       | 37.168    |
| Градски врт            | Осијек     | Осијек         |                  | 19.500    |
| Градски стадион        | Копривница | Славен Белупо  |                  | 4.000     |
| Шубићевац              | Шибеник    | Шибеник        |                  | 8.000     |
| Станови                | Задар      | Задар          |                  | 5.860     |
| Бранко Чавловић-Чавлек | Карловац   | Карловац       |                  | 12.000    |

## Стручна лица, опрема и спонзори
{стање 20. јул 2011}
| Екипа          | Тренер           | Капитен            | Опрема | Спонзор              |
| -------------- | ---------------- | ------------------ | ------ | -------------------- |
| Цибалија       | Станко Мршћ      | Марио Лучић        | Јако   | Кроација осигурање   |
| Динамо Загреб  | Крунослав Јурчић | Игор Бишћан        | Пума   |                      |
| Хајдук Сплит   | Красимир Балаков | Срђан Андрић       | Умбро  | Конзум               |
| Интер Запрешић | Илија Лончаревић | Томислав Шарић     | Joma   | ВШПУ „Б. А. Крчелић“ |
| Истра 1961     | Игор Памић       | Fausto Budicin     | Legea  |                      |
| Карловац       | Срећко Лушић}    | Матија Штефанчић   | Macron | HS Produkt           |
| Локомотива     | Маријо Тот       | Нино Буле          | Пума   |                      |
| Лукић          | Дражен Бишкуп    | Крунослав Рендулић | Јако   |                      |
| Осијек         | Владо Билић      | Иво Смоје          | Јако   | Кроација осигурање   |
| Ријека         | Ален Хорват      | Игор Чагаљ         | Јако   | Кроација осигурање   |
| Славен Белупо  | Рој Ференчина    | Ален Марас         | Адидас | Белупо               |
| РНК Сплит      | Иван Каталинић   | Андрија Вучковић   | Јако   | Складградња          |
| Шибеник        | Вјекослав Локица | Горан Блажевић     | Јако   | Загребачка банка     |
| Вараждин       | Самир Топлак     | Давор Вугринец     | Legea  | Кроација осигурање   |
| Задар          | Далибор Зебић    | Јаков Сураћ        | Јако   |                      |
| Загреб         | Лука Павловић    | Хрвоје Штрок       | Givova |                      |

## Промене тренера
| Екипа         | Претходни тренер | Разлог одласка            | Датум одласка | Замена           | Датим доласма | Пласман на табели |
| ------------- | ---------------- | ------------------------- | ------------- | ---------------- | ------------- | ----------------- |
| Динамо Загреб | Вахид Халилхоџић | Обострана сагласност      | 24. мај 2011. | Крунослав Јурчић | 26. мај 2011. | Предсезона        |
| Локомотива    | Крунослав Јурчић | Потписао за Динамо Загреб | 26. мај 2011. | Маријо Тот       | 1. јун 2011   | Предсезона        |
| Hajduk Split  | Анте Мише        | Отказ                     | 27. мај 2011  | Красимир Балаков | 27. мај 2011. | Предсезона        |
| Ријека        | Елвис Скорија    | Обострана сагласност      | 16. јун 2011. | Ален Хорват      | 21. јун 2011. | Предсезона        |

## Табела
| Поз. | Клуб              | Од. | П  | Н  | И  | ГД | ГП | Бод. | Коментари                                 |
| ---- | ----------------- | --- | -- | -- | -- | -- | -- | ---- | ----------------------------------------- |
| 1.   | Динамо Загреб     | 30  | 23 | 6  | 1  | 73 | 11 | 75   | Друго коло квалификација за Лигу шампиона |
| 2.   | Хајдук Сплит      | 30  | 16 | 6  | 8  | 50 | 24 | 54   | Друго коло квалификација за Лигу Европе   |
| 3.   | Славен Белупо     | 30  | 14 | 10 | 6  | 41 | 27 | 52   | Друго коло квалификација за Лигу Европе   |
| 4.   | Сплит             | 30  | 14 | 8  | 8  | 43 | 32 | 50   |                                           |
| 5.   | Цибалија Винковци | 30  | 13 | 6  | 11 | 35 | 35 | 45   |                                           |
| 6.   | Загреб            | 30  | 13 | 6  | 11 | 36 | 42 | 45   |                                           |
| 7.   | Локомотива Загреб | 30  | 12 | 8  | 10 | 33 | 33 | 44   |                                           |
| 8.   | Осијек            | 30  | 11 | 10 | 9  | 45 | 38 | 43   | Прво коло квалификација за Лигу Европе    |
| 9.   | Истра 1961        | 30  | 11 | 9  | 10 | 35 | 33 | 42   |                                           |
| 10.  | Zadar             | 30  | 11 | 7  | 12 | 29 | 44 | 40   |                                           |
| 11.  | Интер Запрешић    | 30  | 11 | 5  | 14 | 33 | 33 | 38   |                                           |
| 12.  | Ријека            | 30  | 9  | 11 | 10 | 29 | 29 | 38   |                                           |
| 13.  | Лучко             | 30  | 6  | 13 | 11 | 29 | 36 | 31   | Друга лига Хрватске у фудбалу 2012/13.    |
| 14.  | Шибеник           | 30  | 6  | 9  | 15 | 27 | 39 | 27   | Друга лига Хрватске у фудбалу 2012/13.    |
| 15.  | Карловац (-1)     | 30  | 6  | 7  | 18 | 25 | 53 | 24   | Друга лига Хрватске у фудбалу 2012/13.    |
| 16.  | Вараждин (-1)     | 30  | 2  | 3  | 25 | 16 | 70 | 8    | Друга лига Хрватске у фудбалу 2012/13.    |